# Alex Barcello
Alexander Barcello, detto Alex (Phoenix, 31 agosto 1998), è un cestista statunitense.